# Hestebremse
Hestebremse (Gasterophilus intestinalis) er en flue i familien bremser og underfamilien hestebremser. Den kan af udseende ligne en honningbi, men har korte følehorn og mørke områder på vingerne. Hestebremsen indtager ikke føde i sit voksne liv og bider eller stikker ikke.
Hestebremsen er snylter på heste. Hunnen lægger sine æg på benene af heste. Når hesten slikker sine ben, kommer larverne ind i fordøjelseskanalen, hvor de udvikler sig. De færdigudviklede larver udskilles med afføringen og forpupper sig i jorden.

## Billeder
- Hestebremse.
- Hest med æg på pelsen (forben til højre).
- Larve af hestebremse.